# Twaalf Apostelenkerk
De Kerk van de Twaalf Apostelen (Russisch: церковь Двенадцати Апостолов) is een Russisch-orthodoxe Kerk in het Kremlin van Moskou. Het was de huiskerk van de patriarchen die in het aanpalende paleis resideerden.
De kerk werd samen met het Patriarchenpaleis tussen 1652-1656 gebouwd in opdracht van patriarch Nikon. Het gebouw verving de Kleedafleggingskerk en een houten paleis.
In 1918 werd de kerk door de bolsjewieken aan de eredienst onttrokken. Waardevolle voorwerpen die niet werden vernietigd werden overgebracht naar het Arsenaalmuseum. De in de kerk aanwezige rijk gesneden 17e-eeuwse iconostase is afkomstig uit de kerk van het Hemelvaartklooster, dat in de jaren 30 samen met andere religieuze monumenten werd gesloopt. Ook de iconen in de kerk, waaronder werken van de bekende icoonschilder Simon Oesjakov, zijn afkomstig van andere kerken.
In de jaren 90 van de vorige eeuw werd de kerk, net als de andere religieuze gebouwen in het Kremlin, teruggegeven aan het Patriarchaat van Moskou. Elk jaar, op 13 juli, de feestdag van de Twaalf Apostelen, wordt er een eredienst gevierd.